# Extinction (astronomie)
Pour les articles homonymes, voir Extinction.
En astronomie, l'extinction désigne le phénomène – dû à la matière (du gaz et de la poussière en grande majorité) située entre un objet céleste et l'observateur – responsable de l'absorption et de la diffusion de la lumière émise par les objets astronomiques.
Pour un observateur situé sur Terre, l'extinction est provoquée à la fois par le milieu interstellaire et par l'atmosphère terrestre. La forte extinction de certaines régions sur spectre électromagnétique (telles que les rayons X, les ultraviolets ou les infrarouges) provoquée par l'atmosphère requiert l'utilisation de télescopes spatiaux. Dans le domaine optique, la lumière bleue étant bien plus fortement atténuée que la lumière rouge, les objets sont souvent vus plus rouges qu'à l'origine. Ce phénomène n'a aucun rapport avec le décalage vers le rouge dû à l'effet Doppler ou à l'expansion de l'Univers.

## Extinction atmosphérique

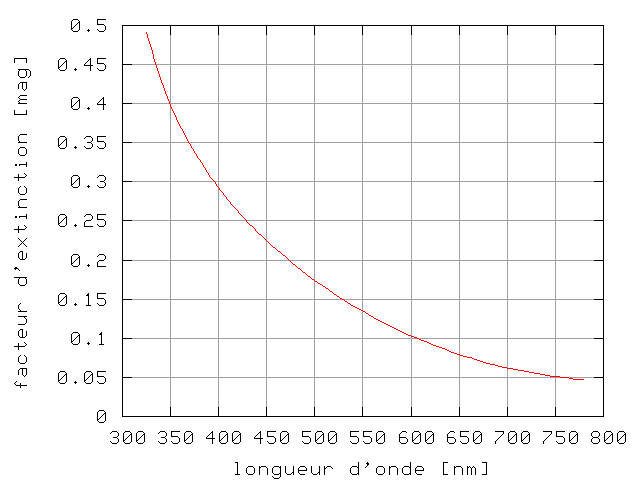
Facteur d'extinction atmosphérique en magnitude, en fonction de la longueur d'onde

L'atmosphère terrestre est responsable d'une partie de l'atténuation, ce qui produit :
- une augmentation de la magnitude apparente de l'astre (une diminution de sa luminosité apparente),
- une modification de sa couleur apparente vers les plus grandes longueurs d'onde, c'est-à-dire vers le rouge.

L'extinction est d'autant plus importante que l'astre observé est bas sur l'horizon.
Si on néglige la diffusion due aux particules en suspension l'extinction atmosphérique peut s'exprimer à l'aide de la loi de Beer-Lambert-Bouguer, qui relie l'intensité lumineuse reçue au travers de  l'épaisseur optique de l'atmosphère à l'intensité lumineuse reçue au-dessus de l'atmosphère :
{\displaystyle {\frac {I_{z,\lambda }}{I_{0}}}=\exp\{-\tau _{z,\lambda }\}}
dans laquelle {\displaystyle \tau _{z,\lambda }} est l'épaisseur optique dépendant de
- z, la distance zénithale de l'astre considéré
- λ, la longueur d'onde

De façon purement géométrique, la longueur du trajet optique, et par suite l'épaisseur optique varient avec la distance zénithale comme
{\displaystyle \tau _{z,\lambda }=\tau _{0,\lambda }\,\sec z}
En échelle de magnitude {\displaystyle m_{z,\lambda }=-2,5\,\log _{10}I_{z,\lambda }+c\quad } (c étant une constante liée au choix d'une échelle de magnitude), ceci fait apparaître la variation de la magnitude apparente avec la hauteur de l'astre :
{\displaystyle m_{z,\lambda }-m_{0,\lambda }=-2,5\,\log _{10}\exp\{-\tau _{0,\lambda }\,(\sec z-1)\}}
Cette dernière formule se résume en la loi suivante sur les magnitudes, valable pour des distances zénithales inférieures à {\displaystyle 60^{\circ }} :
{\displaystyle m_{z,\lambda }=m_{0,\lambda }+a_{\lambda }\,(\sec z-1)}
avec {\displaystyle a_{\lambda }} le facteur d'extinction en magnitude, qui dépend de la longueur d'onde et varie suivant le lieu et la date d'observation.
L'extinction peut être calculée approximativement en multipliant la courbe d'extinction atmosphérique standard (représentée pour chaque longueur d'onde) par la moyenne masse d'air calculée sur la durée de l'observation. Une atmosphère sèche réduit considérablement l'extinction infrarouge.